# Agyrta auxo
Agyrta auxo är en fjärilsart som beskrevs av Jacob Hübner 1817. Agyrta auxo ingår i släktet Agyrta och familjen björnspinnare. Inga underarter finns listade i Catalogue of Life.